# Metacynober
Metacynober - minerał z grupy siarczków, dymorficzna odmiana cynobru.

## Właściwości
- Chemizm: HgS
- Układ krystalograficzny: regularny
- Twardość w skali Mohsa: 3
- Gęstość: 7,7 - 7,8 g/cm³
- Barwa: czarny, szaroczarny
- Rysa: czarna
- Przełam: brak
- Połysk: metaliczny
- Fluorescencja: brak
- Postać kryształów: ziarniste, rzadko w postaci czarnych nalotów

## Występowanie
Złoża rtęci położone są płytko pod ziemią, utworzone w niskiej temperaturze.
Metacynober odnaleziono w Idriji w Słowenii i Kalifornii w USA.